# 잭 케시
잭 케시(영어: Jack Kesy, 1986년 8월 27일 ~ )는 미국의 배우이다.

## 출연 작품

### 영화
- 데드풀 2 (2018) - 블랙 톰 역
- Blood Brother (2018)
- 아웃포스트 (2020) - 조시 커크 역
- 시카다 3301 (2021) - 코너 블랙 역
- 더 킬러 (2023)